# Upiór w kuchni (sztuka)
Upiór w kuchni – komedia autorstwa Patricka G. Clarka (właśc. Janusza Majewskiego) z gatunku czarnego humoru.
Starsza pani Laura Collins i jej córka Cynthia prowadzą cichy pensjonat "Lotus". Pewnego wieczoru odwiedza je mężczyzna podający się za komiwojażera. Mile ugoszczony przez Cynthię nie przypuszcza, że za chwilę stanie się świadkiem i uczestnikiem zainscenizowanych przez obie panie przerażających wydarzeń, które doprowadzą go do ataku serca. Przybyłych na miejsce policjantów zastanawia fakt, że nie jest to pierwsza taka śmierć w pensjonacie i że w ostatnim czasie kilku jego gości zaginęło. Na zwiady udaje się sam komisarz Fuddler, który podaje się za gościa. Zamierza on sprawdzić, w jaki sposób panie Collins pozbywają się gości.
Komedia przypomina fabułą inną czarną komedię – Arszenik i stare koronki Josepha Kesselringa. Tytuł ten zostaje zresztą wspomniany przez barmana Boba, który opowiada inspektorowi Huntowi, że traktuje wyjście do kina jako najlepsze antidotum na codzienne zgryzoty i właśnie widział film Arszenik i stare koronki. Opowiada o dwóch starszych paniach wyprowadzających w pole policję, czym prawdopodobnie naprowadza inspektora na odpowiedni trop. Scena ta (scena VII) została dopisana przez autora później i nie znalazła się w pierwszej ekranizacji z 1976, podobnie jak sceny VIII–XII przedstawiające wizytę Pastora i Marcusa w pensjonacie "Lotus").
Sztuka doczekała się dwóch ekranizacji, obu w reżyserii samego autora:
- spektakl Teatru Telewizji z 1976 roku Upiór w kuchni[1],
- spektakl Teatru Telewizji z 1993 roku Upiór w kuchni[2].

Obie ukazały się w cyklu Teatr Sensacji "Kobra".